# Libro di Gioele
Il Libro di Gioele (ebraico יואל, yoèl; greco Ιωήλ, ioél; latino Ioel ) è un testo contenuto nella Bibbia ebraica (Tanakh) e fa parte dell'Antico Testamento nella Bibbia cristiana.
È scritto in ebraico. La datazione della redazione del libro è discussa e le ipotesi spaziano da quella per cui sarebbe avvenuta nel Regno di Giuda tra la fine del VII e l'inizio VI secolo a.C., ad altre secondo cui sarebbe da far risalire ad un contemporaneo di Zaccaria e Aggeo, se non al periodo persiano (V secolo a.C.).

## L'autore
Gioele significa "l'Eterno (Yahwèh) è Dio", ed era figlio di un certo Petuel; egli visse sicuramente a Gerusalemme. Da alcuni è definito il profeta della Pentecoste per la profezia sull'effusione dello Spirito Santo avveratasi il giorno della Pentecoste (Atti 2). È molto difficile stabilire il periodo in cui Gioele profetizzò; comunque, la maggior parte degli studiosi lo considera il primo dei profeti minori, visse durante il regno di Ioas (circa 800 a.C.); questa datazione viene adottata perché si ritiene che Amos (760-747) abbia usato i testi di Gioele (cfr. Amos 9:13 con Gioele 3:18). 
La composizione del libro e alcune evidenze interne che riguardano eventi politici del suo tempo ci inducono a ritenere che visse e profetizzò nell'ultima parte del IX secolo a.C.

## Struttura del testo
Il libro di Gioele è composto da quattro capitoli nella versione ebraica e tre nella versione latina. Nella versione ebraica la successione dei capitoli è la seguente:
1. L'invasione delle cavallette;
2. Invito al digiuno[1];
3. Giorno del Signore;
4. La predizione del giudizio universale.

Il testo si può dividere in due parti:
- La prima presenta l'invasione delle cavallette e il ritorno del popolo a Dio che, nel peccato, ha riconosciuto la causa di questa calamità;
- La seconda parte predice l'intervento futuro di Dio che, con il perdono, concede il dono dello Spirito santo che fa nuove tutte le cose.

Il tema centrale del messaggio di Gioele è il «Giorno del Signore», sia sotto l'aspetto negativo sia sotto quello positivo. 
Egli ne parla negativamente presentando la collera divina, le tenebre e la vendetta contro i crudeli, citando avvenimenti naturali come siccità e invasione di insetti. 
Ne parla invece positivamente quando presenta la reintegrazione per i giusti, quando Dio invierà a tutti i membri del suo popolo il dono dello Spirito. In questo contesto Gioele parla della valle di Giosafat (dall'ebraico Jehôshafat, «Jahweh giudica»), parola usata per indicare il luogo ideale dove convergeranno tutte le genti.

## Sinossi
Nei primi due capitoli un'invasione di cavallette devasta la Giudea. Il profeta in questa calamità vede l'intervento di Dio che, nelle situazioni estreme, di cui l'invasione delle cavallette è un'immagine, interviene salvando e donando il suo spirito che compie ogni promessa. Tutti i membri del popolo di Dio, a partire dagli anziani, potranno testimoniare l'esistenza di Dio e che Jahvè concede di ritornare a lui, da qualsiasi situazione di lontananza ci si possa trovare. La lontananza da lui è la più grande calamità che si possa immaginare. 
Negli altri due capitoli viene descritta in uno stile apocalittico una profezia del giudizio di Dio sulle nazioni che circondavano il Regno di Giuda per le crudeltà che avevano versato su quel popolo. Il libro non menziona affatto il regno di Israele, e questo fatto, insieme a quello che tutti i riferimenti locali sono a Giuda, dimostrano che il profeta viveva nel regno meridionale.

## Concordanze nel Nuovo Testamento
- L'apostolo Pietro cita la profezia di Gioele a proposito della discesa dello Spirito Santo il giorno di Pentecoste (cfr. Gioe 3,1-5[2] ed At 2,16-21[3]).
- L'apostolo Paolo cita la medesima profezia e l'applica tanto al popolo ebraico quanto ai non ebrei (cfr. Gioe 3,5[4] e Rom 10,13[5]).